# Конкатенація
Конкатенація (лат. concatēnāre, об'єднання, з'єднання) — в загальному сенсі - функція з'єднання двох сутностей або результат такої операції.
Конкатенація в програмуванні - послідовне з'єднання значень декількох змінних та повернення результуючого значення. Аргументами такої функції можуть бути такі сутності, як рядки або масиви, результатом - ланцюжок цих сутностей.
Приклади: 
- конкатенація слів «мікро» і «світ» дасть слово «мікросвіт».
- конкатенація рядків «34» та «84» дають результат «3484».

## У математиці[3]
Конкатенація — бінарна операція, визначена на словах даного алфавіту. Якщо {\displaystyle \alpha =a_{1}\ldots a_{n}\,} і {\displaystyle \beta =b_{1}\ldots b_{m}\,} слова в алфавіті {\displaystyle A\,}, то конкатенацією слів {\displaystyle \alpha \,}і {\displaystyle \beta \,}, яку позначимо в цій статті як {\displaystyle \alpha \cdot \beta \,}, буде слово {\displaystyle \gamma \,}в тому ж алфавіті {\displaystyle A\,}, що визначається рівністю
{\displaystyle \gamma =\alpha \cdot \beta =a_{1}\ldots a_{n}b_{1}\ldots b_{m}\,}.
Наприклад, якщо {\displaystyle \alpha =media\,} і {\displaystyle \beta =wiki\,} слова в алфавіті {\displaystyle A=\{a,b,c,\ldots ,z\}\,}, що містить всі літери латинського алфавіту, то
{\displaystyle \gamma =\alpha \cdot \beta =media\cdot wiki=mediawiki}.

### Властивості конкатенації
- Операція конкатенації асоціативна.
- Операція конкатенації некомутативна. Дійсно, {\displaystyle wiki\cdot media=wikimedia\,}, але {\displaystyle media\cdot wiki=mediawiki\neq wikimedia\,}. Від перестановки операндів змінюється результат операції, що й означає її некомутативність.
- Порожнє слово, {\displaystyle \varepsilon \,}, є нейтральним елементом (одиницею) операції конкатенації. Тобто, якщо {\displaystyle \varepsilon \,}- порожнє слово, то для будь-якого слова {\displaystyle \alpha \,} виконана рівність:

{\displaystyle \varepsilon \cdot \alpha =\alpha \cdot \varepsilon =\alpha \,}.
- Множина {\displaystyle A^{*}\,} всіх слів у алфавіті утворює моноїд (так звана «вільна напівгрупа»).
- Множина {\displaystyle A^{*}\setminus \{\varepsilon \}\,} всіх непустих слів у алфавіті утворює напівгрупу.
- Довжина конкатенації слів дорівнює сумі довжин операндів:

{\displaystyle |\alpha \cdot \beta |=|\alpha |+|\beta |}.

### Піднесення до степеня
Операція конкатенації слів, подібно операції множення чисел, породжує операцію піднесення до степеня. Нехай {\displaystyle \alpha \,} деяке слово в алфавіті {\displaystyle A\,} , а {\displaystyle n\,} ціле невід'ємне число. Тоді {\displaystyle n\,}-м ступенем слова {\displaystyle \alpha \,}, що позначається {\displaystyle \alpha ^{n}\,}, буде слово {\displaystyle \gamma \,} в тому ж алфавіті {\displaystyle A\,}, визначене рівністю:
{\displaystyle {\begin{matrix}\gamma =\alpha ^{n}=&\underbrace {\alpha \cdot \ldots \cdot \alpha } \\&n\end{matrix}}}
У випадку {\displaystyle n=0\,}, степінь {\displaystyle \alpha ^{0}\,}за визначенням буде рівною порожньому слову, {\displaystyle \varepsilon \,}.

## В інформатиці
Операція конкатенації визначається для типів даних, які мають структуру послідовності (список, чергу, масив і ряд інших). У загальному випадку, результатом конкатенації двох об'єктів {\displaystyle A\,} і {\displaystyle B\,} є об'єкт {\displaystyle C=A\cdot B\,}, отриманий почерговим додаванням всіх елементів об'єкта {\displaystyle B\,}, починаючи з початку, в кінець об'єкта {\displaystyle A\,}.
З міркувань зручності й ефективності розрізняють дві форми операції конкатенації:
1. Модифікуюча конкатенація. Результат операції формується в лівому операнді.
2. Немодифікуюча конкатенація. Результатом є новий об'єкт, операнди залишаються незмінними.[3]

### Алгоритм
Алгоритм конкатенації на прикладі двох масивів наведений нижче.
Дано:
1. Масив {\textstyle A} з розміром {\textstyle N}.
2. Масив {\textstyle B} з розміром {\textstyle M}.
3. Масив {\textstyle C} з розміром {\textstyle M+N}, що є результатом конкатенації масивів {\textstyle A} та {\textstyle B}.
4. Індекс масиву {\textstyle I}.

Суть алгоритму:
1. Виконати копіювання масиву {\textstyle A} в масив {\textstyle C} для {\textstyle I\in {1,2,...M}}:
```

  

    

      

        
C

        
[

        
I

        
]

        
←

        
A

        
[

        
I

        
]

      

    

    
{\textstyle C[I]\leftarrow A[I]}

  

```

2. Виконати копіювання масиву {\textstyle B} в масив {\textstyle C} для {\textstyle I\in {1,2,...N}}:
```

  

    

      

        
C

        
[

        
M

        
+

        
I

        
]

        
←

        
B

        
[

        
I

        
]

      

    

    
{\textstyle C[M+I]\leftarrow B[I]}

  

```

3. END

## В мовах програмування

### C
В мові програмування C функція конкатенації рядків strcat міститься в бібліотеці <string.h> . 
```
#include
 
<stdio.h>
 

#include
 
<string.h>
 

#define N 50

void
 
main
()
 

{
 

	
// Декларація змінної example

	
char
 
example
[
N
];
 

    
// Копіювати рядок в змінну example

	
strcpy
(
example
,
 
"Кон"
);
 

	
// Виконати конкатенацію значення змінної example

	
strcat
(
example
,
 
"катенація"
);

	
// Вивести на екран змінну example

	
printf
(
"%s
\n
"
,
 
example
);
 

}

```